# Neuer Weg (Zeitung)
Die Zeitung Neuer Weg war eine staatlich finanzierte zentrale (überregionale) Tageszeitung in Rumänien, die von 1949 bis 1992 erschien und sich an die deutsche Minderheit Rumäniens richtete. Es erschienen sechs Ausgaben pro Woche. Der politische Auftrag der Zeitung bestand zunächst darin, die Leserschaft für die Errichtung der sozialistischen Gesellschaftsordnung aufzubieten. Der Neue Weg wurde direkt angeleitet von der Presseabteilung des Zentralkomitees der Rumänischen Kommunistischen Partei und wie alle Medien von der Zensurbehörde kontrolliert. Die Redaktion hatte ihren Sitz in Bukarest, mit Vertretungen in elf Städten in Rumänien. Das Kollektiv der Mitarbeiter von der Leitung bis zur Korrektur setzte sich aus Deutschen und deutschsprachigen Juden zusammen, die zum größten Teil aus der rumänischen Provinz stammten, nämlich aus Siebenbürgen, aus dem Banat und aus der Bukowina. Im Gründungsjahr 1949 machte die deutsche Minderheit in Rumänien etwa 2,5 Prozent der Landesbevölkerung aus.

## Die Thematik
Bedingt durch das Fehlen einer thematisch aufgefächerten deutschsprachigen Presse und dank des Engagements der Redakteure entwickelte sich der Neue Weg aus einem zunächst rein politischen Blatt zu einer Zeitung mit zwei wöchentlichen Beilagen (die Kulturbeilage sowie eine Kinderbeilage 'Raketenpost'), mit mehreren wöchentlichen Sonderseiten (Leserbriefe, Wissenschaft und Technik, Sport, Heim und Familie, Jugend, Unterhaltung) und mit anderen Rubriken (Unterricht, Kleingärtner, Kleintierzüchter, Fortsetzungsroman). Der Neue Weg ersetzte notgedrungen eine Fülle von deutschen Presseerzeugnissen, die es in Rumänien in der Zwischenkriegszeit gegeben hatte.
Um die thematische Vielfalt erhalten zu können, legte sich die Zeitungsleitung in den sechziger Jahren auf folgende publizistische Taktik fest: Sie erfüllte alle Aufträge der Presseabteilung, die gut sichtbar abgehandelt wurden auf den ersten zwei oder drei Seiten der Zeitung, in Form von Leitartikeln, Bildberichten, Reportagen und Interviews. Diese Taktik hat sich bis zuletzt bewährt, die Zensoren fanden nämlich keinen Anlass, sich in die Gestaltung der übrigen Seiten einzumischen.

## Titel, Auflage, Chefredakteure
Die erste Ausgabe erschien am Sonntag, 13. März 1949. Der Neue Weg war zunächst nominell das Organ des „Deutschen Antifaschistischen Komitees“ (1949–1953), einer von der rumänischen Parteiführung angeregten Organisation, später nominell das Organ der Volksräte. Ab Februar 1968 führte er den Untertitel „Politische Tageszeitung“, ab Dezember 1973 den Untertitel „Tageszeitung des Landesrates der Front der Sozialistischen Demokratie und Einheit“. Die größte Auflage wurde im Jahre 1964 gedruckt: 70.000 Exemplare; das bedeutet bei einer deutschsprachigen Bevölkerung von offiziell 382.595 Personen (laut der Volkszählung vom 15. März 1966) ein Exemplar je fünf Deutsche. Hier muss man in Betracht ziehen, dass viele ältere Leute aus der rumäniendeutschen Bevölkerung die rumänische Sprache nicht gut genug beherrschten, um eine rumänische Zeitung zu lesen.
So wie die Konkurrenz der Neuen Banater Zeitung, die ab 1968 als Tageszeitung erschien, bewirkte ab Mitte der siebziger Jahre die Auswanderung der Deutschen aus Rumänien ein Sinken der Auflage (1973: 58.000; Februar 1990: 30.000, Dezember 1990: 10.000). Nach dem politischen Umsturz im Dezember 1989 (als Revolution bezeichnet) änderte das Redaktionskollektiv sofort den politischen Standpunkt, behielt aber aus taktischen Gründen den alten Titel der Zeitung bei. Ab dem 1. Januar 1993 erschien die Nachfolgezeitung mit dem Namen Allgemeine Deutsche Zeitung für Rumänien (ADZ). Am 1. November 1993 übernahm sie die Neue Banater Zeitung und am 1. Januar 1996 die Karpaten-Rundschau als Wochenbeilage.
Als Chefredakteure des Neuen Wegs wirkten: Ernst Breitenstein (1949–
1954 und 1976–1988), Anton Breitenhofer (1954–1976), Hugo Hausl (1989–1990) und Emmerich Reichrath (1990–1992).

## Die Leistung
Die größte Wirkung des Neuen Wegs im Laufe von 40 Jahren (von der politischen Führung Rumäniens sicher nicht beabsichtigt) war die, dass er das kollektive Bewusstsein der deutschen Minderheit in Rumänien gestärkt und erhalten hat, indem er täglich in deutscher Sprache über deutsche Bürger berichtete. Die Leser wurden ermutigt, alle ihre Rechte wahrzunehmen, auch das auf Bildung und Unterhaltung in ihrer Muttersprache. Ohne diese zentrale Zeitung hätte der Einzelne sehr wenig über das Leben der deutschen Bürger in anderen Ortschaften und in anderen Landesteilen Rumäniens erfahren, denn die rumänische Presse informierte in der kommunistischen Zeit so gut wie gar nicht über die Deutschen. Zugleich damit ermöglichte die Zeitung einen landesweiten Erfahrungsaustausch in deutscher Sprache, der für engagierte Lehrkräfte und Kulturschaffende wesentlich war.
Im März 1954 veranstaltete die Zeitungsleitung eine Beratung über Kulturfragen mit zehn namhaften Intellektuellen: Emmerich Bartzer, Bernhard Capesius, Harald Krasser, Franz Liebhard, Georg Scherg, Matthias Schork, Erwin Wittstock, Alfred Margul-Sperber, Alexander Tietz, Johann Wolf. Ihre Vorschläge ergaben das Programm für die ab Juli 1954 wöchentlich erscheinende Kulturbeilage (das Programm wurde später von anderen deutschsprachigen Medien in Rumänien übernommen und differenziert – Zeitungen, Rundfunkstudios und der Deutschen Fernsehstunde).
Als das Präsidium des rumänischen Parlaments (der Großen Nationalversammlung) im März 1954 das Dekret Nr. 81 zur Rückgabe der 1945 enteigneten Häuser und Höfe an die deutsche Bevölkerung erließ, beteiligte sich die Redaktion im Rahmen ihrer Möglichkeiten an der Durchführung. Bis Ende 1956 erhielten rund 22.000 Deutsche ihre Häuser und Höfe zurück.
Im selben Jahr gelang es dem „Neuen Weg“, die Erlaubnis zum Abhalten der Kronenfeste in Siebenbürgen sowie der Kirchweihfeste im Banat durchzusetzen, die seit Kriegsende verboten waren.
Der Neue Weg setzte sich laufend für den Unterricht in deutscher Sprache und für die deutschen Kulturformationen ein. Die Redaktion brachte jährlich einen Almanach und von 1970 bis 1990 den Reiseführer Komm mit heraus.
In der Frage der Auswanderung musste die Redaktion selbstverständlich den offiziellen Standpunkt vertreten. Abgesehen davon sprach sich die Zeitungsleitung für das Bleiben aus, weil abzusehen war, dass für die Zurückbleibenden die Schwierigkeiten im schulischen und im kulturellen Bereich immer mehr zunehmen würden. Unter den Bedingungen der Diktatur war eine offene Aussprache zum Thema Auswanderung in den Spalten der Zeitung ebenso wenig möglich wie an anderer Stelle.